# Iclănzel
Iclănzel – wieś w Rumunii, w okręgu Marusza, w gminie Iclănzel. W 2011 roku liczyła 412 mieszkańców.